# الريحانية (المالكية)
الريحانية بلدة سورية تتبع ناحية مركز المالكية في منطقة المالكية التابعة لمحافظة الحسكة في أقصى شمال شرق سورية. تقع على بعد 11 كم تقريبا إلى الشمال الشرقي من مدينة المالكية و3كم تقريبا إلى الجنوب الغربي من نهر دجلة عند الحدود مع تركيا.